# Recyntus exiguus
Recyntus exiguus is een keversoort uit de familie somberkevers (Zopheridae). De wetenschappelijke naam van de soort werd in 1882 gepubliceerd door Thomas Broun.